# Conotrachelus belfragei
Conotrachelus belfragei – gatunek chrząszcza z rodziny ryjkowcowatych.

## Taksonomia
Epitet gatunkowy honoruje Gustava Wilhelma Belfrage'a - dziewiętnastowiecznego amerykańskiego kolekcjonera owadów. 

## Zasięg występowania
Ameryka Północna - notowany w amerykańskich stanach Floryda i Teksas.

## Budowa ciała
Osiąga 4 mm długości ciała.